# Кульери
Кульери (итал. Cuglieri; сард. Cullieri) — коммуна в Италии, располагается в регионе Сардиния, подчиняется административному центру Ористано.
Население составляет 3 146 человек, плотность населения составляет 26,1 чел./км². Занимает площадь 120,54 км². Почтовый индекс — 9073. Телефонный код — 0785.
Покровительницей коммуны почитается Пресвятая Богородица, празднование  5 августа.